# Malegia
Malegia là một chi bọ cánh cứng trong họ Chrysomelidae.
Chi này được miêu tả khoa học năm 1883 bởi Lefevre.

## Các loài
Các loài trong chi này gồm:
- Malegia arabica Daccordi, 1979
- Malegia brunnea Tang, 1992